# Dorfkirche Wallmoden

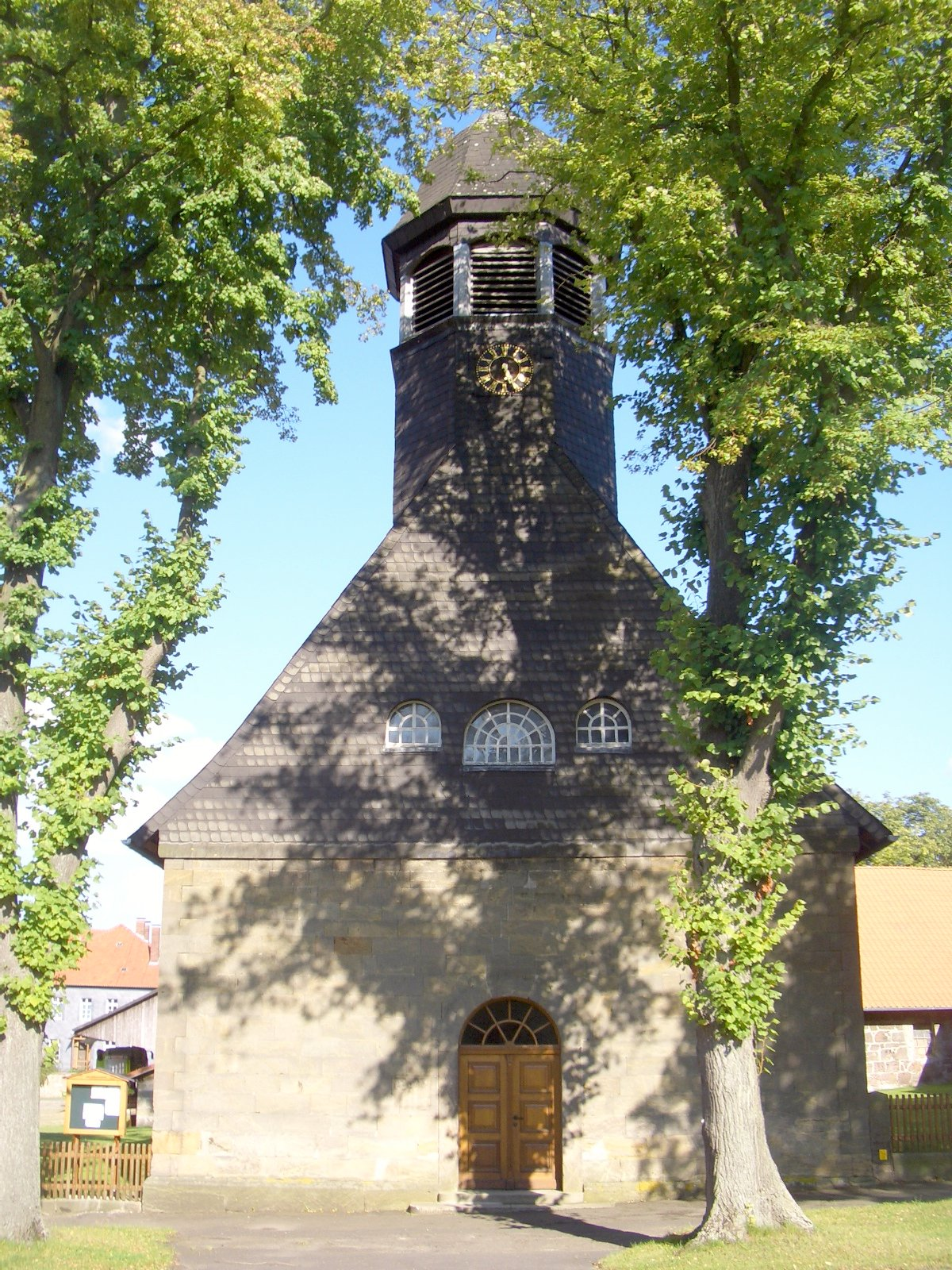
Dorfkirche von Alt Wallmoden (Landkreis Goslar)

Die evangelische Dorfkirche Wallmoden ist ein denkmalgeschütztes Gebäude in Alt Wallmoden, einem Ortsteil der Stadt Langelsheim.

## Geschichte
Die heute noch genutzte schlichte Bruchsteinbau wurde Anfang des 17. Jahrhunderts gebaut. Die Kirche stand unter dem Patronat der Familie von Wallmoden. Das Kirchengebäude hat einen rechteckigen Grundriss mit dreiseitigem Chorschluss. Es ist etwa 20 m lang, der Chor ist 8,5 m breit und 5 m hoch. Die Umfassungsmauern sind aus Bruchstein und etwa 0,5 m dick. An den Längswänden sind doppelstöckige und reichverzierte Priechen, die ursprünglich als Patronatspriechen der Adelsfamilie vorbehalten waren.
Bei den Renovierungsarbeiten von 1850 erhielt die Kirche ihren Turm, im Jahr darauf wurde eine Vorhalle angebaut und die Fenster wurden erneuert und erhielten neue Umfassungen aus Werkstein. Dazu wurden die Priechen, der Taufstein und die Skulpturen oberhalb der Orgelempore erneuert. Weitere Renovierungen wurde 1883 durch die Familie von Wallmoden durchgeführt. Mit den Erneuerungsarbeiten von 1986/87 wurden die Holzfiguren erneuert, der Taufstein und der barocke Kanzelaltar wurde restauriert und wieder freigestellt. Das Kirchenschiff erhielt einen neuen Fußboden und die Wände, das Deckengewölbe und die Säulen wurden weiß gestrichen. 
Seit der Einführung der Reformation 1568 und der damit verbundenen Neugliederung der Kirche gehört die Gemeinde zur Spezialinspektion Baddeckenstedt, die wiederum Teil der Generalinspektion Bockenem war. Die Kirchengemeinde gehört heute zusammen mit Upen (Liebenburg) zum Pfarrverband Ringelheim, der wiederum zur Propstei Goslar gehört.

## Sonstige Ausstattung
- Das Epitaph für Casper von Wallmoden wurde 1598 aus Sandstein angefertigt, es ist beschädigt. Es befand sich ursprünglich in Familienkapelle in der Stiftskirche St. Simon und Judas und ist heute an der Nordseite der Kirche angebracht. Im Mittelteil wird von Wallmoden in bürgerlicher Kleidung und mit gezogenem Hut gezeigt. Die umlaufenden Wappenschilde sind teilweise beschädigt. Der Stein ist 150 × 87 × 45 cm groß
- Verkündigungsgruppe aus dem 16. Jahrhundert
- Holzplastiken vom Ende des 17. Jahrhunderts
- Mittelalterliche Madonna mit Kind
- Ein altes Antependium mit der Darstellung eines Lammes wurde aufwendig restauriert.[1]